# Новый элемент расселения

Группа НЭР-1. Фото 1960 г.

Новый элемент расселения (НЭР) — концептуальное футуристическое направление в градостроительстве, повлиявшее на развитие современного градостроительства в целом, служившее основой кандидатских и докторских диссертаций и практических проектов (таких как реконструкция Арбата и Столешникова переулка в Москве). Теоретические разработки проекта были изложены в книгах, ставших архитектурными бестселлерами в мире. Три стадии НЭРа экспонировались на всемирных архитектурных выставках. Тема НЭРа развивается вплоть до настоящего времени (проект «Сибстрим»), в доктрине Лежавы И. Г.

## Основные идеи проектов НЭР

### НЭР «Критово»
Дипломный проект МАРХИ, 1961 г. Авторы проекта: А. Гутнов, А. Бабуров, Н. Гладкова, А. Звездин, И. Лежава, Н. Кострикин, С. Садовский, А. Суханова, З. Харитонова.
В период 1960-х годов в СССР требовалось переосмысление путей архитектуры и градостроительства. Группа студентов МАРХИ занималась «городом будущего», обдумывая все его составляющие: размер и форму города, социальные проблемы, городские центры, центры обслуживания, виды жилья, школы и детские сады, стиль городского дизайна. В результате исследований было принято решение, что современный город не должен расти. При необходимости возникал Новый Элемент Расселения (новый город на 200 тыс. жителей).
Стилистически схема НЭРа должна была напоминать транзисторную схему. В геометрическом центре города размещался общественный центр. По четырём сторонам света от главного центра — общественные центры районов. Вокруг них размещались жилые комплексы. В угловых частях города — школьные и спортивные комплексы, вокруг которых, по краям, веером размещались жилые блоки школ-интернатов. По периметру квадратного в плане со скруглёнными углами, НЭРа, проходила основная, обслуживающая город, автодорога. В серединной части шла кольцевая линия внеуличного скоростного транспорта.
К зданиям жилых блоков примыкали детские сады и обслуживающие помещения. Все пластические архитектурные элементы должны были размещаться не на фасадах зданий, а в пешеходной зоне.
Проект НЭР предполагалось применить в качестве одного из новых городов на реке Чулым, вблизи села Критово.
В результате проектных исследований была выпущена книга «Новый элемент расселения: на пути к новому городу», авторы: А. Бабуров, А. Гутнов, Г. Дюментон, И. Лежава, С. Садовский и З. Харитонова, книга была переведена на английский, итальянский и испанский языки.
Иллюстрации НЭР Критово

### НЭР «Триеннале»
В 1968 году группа НЭР была приглашена к участию в архитектурном Миланской Триеннале. А. Гутнов и И. Лежава привлекли молодых архитекторов.
Авторы обновлённой концепции НЭР: А. Гутнов, И. Лежава, А. Бабуров, В. Баженов, И. Бельман, И. Лунькова, Е. Русаков, В. Скачков, А. Скокан, И. Телятников, Н. Федяева, В. Юдинцев, А. Боков, социолог Г. Дюментон.
К выставке было выполнено более десяти макетов из пластилина, огромные чертежи, напечатанные на ватмане типографской краской в сложной ручной технике. Этот материал демонстрировался в интерьерном павильоне, в виде фото с макетов и чертежей. Проект представлял Алексей Гутнов. В соседнем павильоне выставки размещались экспозиция группы Аркигрэм.
Концепция НЭРа была уточнена. В основу было положено два начала: город НЭР и транспортный коридор — Русло расселения. Авторы считали, что для СССР с его огромными пространствами наиболее рациональна линейная система расселения.
В проекте появилось два основных, разных по сути элемента. Русло расселения — зона активной жизни. Здесь размещается: промышленность, высшие учебные заведения, научные центры, гостиницы, развлекательные зоны, заповедники, и другое. Здесь действует «человек активный», это зона борьбы, побед и поражений. Авторы отождествляли Русло со стволом дерева, по которому движутся соки. В противовес активной зоне Русла — появляются НЭРы (жилые кластеры). НЭР — зона спокойной жизни, обучения, созревания и успокоения человека. Если Русло — это ствол дерева, НЭРы — плоды, накапливающие культурные соки. Предполагалось считать Русло — мужским началом, а НЭР — женским, наподобие китайских Инь и Янь.
Руслами расселения в виде триангуляционной системы предполагалось «покрыть» все свободные пространства СССР. К руслу примыкали старые города и Новые элементы. Фрагменты трассы и сам НЭР были выполнены в укрупнённых масштабах, в пластичных формах, в стиле метаболизм. НЭР был неразрывно связан со скоростной трассой и устроен таким образом: по краю его, по кругу размещалась высотная структура, с которой эскалаторы спускались в центр. К этой структуре примыкают жилые структуры, ориентированные на юг. По первым этажам проходит кольцевая транспортная система, связывающая НЭР с внешним миром. На въезде располагаются обслуживающие город инженерные системы и стоянки.
Экспозиционные материалы этой стадии НЭРа публиковались в СССР и за рубежом.
Иллюстрации НЭР Триеннале

### НЭР «Осака»
В конце 1960-х группу НЭР была приглашена к участию во Всемирной выставке в Осаке 1970 года. Был разработан новый вариант НЭРа, состав авторского коллектива не изменился с предыдущей концепции.
Авторы обновлённой концепции НЭР: А. Гутнов, И. Лежава, В. Баженов, И. Бельман, И. Лунькова, Е. Русаков, В. Скачков, А. Скокан, И. Телятников, Н. Федяева, В. Юдинцев, социолог Г. Дюментон.
На выставке был представлен огромный макет. Теперь НЭР представлял собой «улитку». Это была спиральная структура, в центре которой размещалось высотное жильё, а к периферии, расширяясь, этажность структуры постепенно снижалась до одного—двух этажей частной застройки. Структура озеленения также изменялась: у высотного комплекса она представляла собой огромный парк, который постепенно, по ходу снижения этажности, превращался в приусадебные садовые участки. Таким образом, НЭР был завершённым городским элементом, содержащим все виды жилья, а на периферийной части растворённый в природе. Первичная структура спирали, её высотная составляющая, с которой начинала раскручиваться «улитка», отождествлялась с ботанической завязью. Было сделано два варианта центра.
На базе исследований этого этапа в 1977 году, в издательстве «Стройиздат» была выпущена вторая книга «Будущее города». Авторы: А. Гутнов, И. Лежава.
Иллюстрации НЭР Осака

### НЭР «Сибстрим»
В 2003 году Международным газовым союзом был организован конкурс «Город 2100» для Всемирного газового конгресса, на котором проходил смотр прогностических проектов из 8 стран мира. Для этого конгресса был создан проект «Сибстрим» — линейная система расселения России от Петербурга до Владивостока.
Авторы проекта: Лежава И. Г., Шубенков М. В. , Хазанов М. Д., Р. Мулагильдин, при участии Л. Молдавской, Д. Размахнина, социолог Г. Дюментон, эколог М. Плец, энергетик Э. Сарандский.
Основной задачей конкурса был прогноз «города будущего» на ближайшие сто лет. В процессе исследования российская группа задалась вопросом о том, что же произошло в России и СССР в течение предшествующих ста лет. В результате анализа выяснилось, одним из крупнейших событий, повлиявших на развитие государства, стало проведение Транссибирской магистрали. С появлением магистрали получили развитие целые регионы. Стало возможным появление новых городов, произошло объединение страны. Авторы прогностического проекта посчитали, что требуется продолжить такого рода начинание и совершить подобный скачок в развитии страны в ближайшие сто лет.
Илья Лежава:

 Современный город, многомиллионный, вроде Москвы, в кризисе. Выхода из кризиса нет, в первую очередь, из-за транспорта. Город обречён. Мы решаем проблему радикально и утверждаем, что город XXI века в России — это линейный город. От акватории Балтийского моря до акватории Тихого океана. … Сегодня на пересечение Москвы из конца в конец уходит часа два, не меньше. При новых скоростях 600—700 км/ч (а уже сейчас существуют поезда на магнитной подушке, разгоняющиеся до 500 км/ч) через сто лет перекрывать расстояние до Владивостока мы сможем за 12 часов. Можно сесть на поезд и через два часа быть уже где-то за Уралом, а через три — на Байкале. А по дороге — города, заповедники, научные центры… Мы заявляли, что город не обязательно должен быть «блиноподобным». Может быть и линейным. Есть ёж, и есть уж. Это разные компоновки живого организма. Так же могут компоноваться города будущего.

Линейный город должен протянуться с запада на восток (продольная ось базируется на Транссибирской магистрали), и пересекаться семью подобными поперечными структурами, которые также основаны на существующих городах и трассах (пример: линия от Архангельска до Астрахани пересекает Сибстрим у Вологды). Таким образом, получается основа, некий скелет, собирающий население, трудовые ресурсы, и становится экономическим центром России. Политическим центром остаётся Москва.
Линейная структура устроена таким образом: ширина её 10—15 километров, состоит из нескольких слоёв: в середине техническая зона, где размещаются основные энергетические и транспортные артерии, производство. Далее — зона интенсивного освоения природы и места жизни человека. Затем — щадящая природу зона сельскохозяйственного использования. Далее — зона нетронутой человеком природы, которой в настоящее время требуется восстановление.
В качестве конкретного примера в проекте был исследован город Вологда, и спрогнозировано его возможное развитие в составе линейной структуры. Предназначение города — сохранять культурное наследие, аккумулировать традиции, создавать условия для размеренной, стабильной жизни, в противовес активному, меняющемуся стилю жизни на линии Сибстрим. Проектом предлагается постепенное сокращение населения Вологды (путём переселения из ветхого жилого фонда в жилые кластеры Сибстрима), поэтапное выведение вредной промышленности, реконструкция исторического центра, восстановление природного комплекса, возвращение города к оптимальному историческому размеру, виду и состоянию городской среды.
Линейная система «Сибстрим» позволяет связать Европу с Азией, Японией, Дальним Востоком и США. Образ жизни внутри страны сможет стать мобильнее. Динамичный потенциал линейной стратегии развития и позитивный консерватизм традиционных центричных городских систем теперь не противоречат друг другу, а дополняют друг друга и развиваются в полной мере. Благодаря мобильности пространства, мегаструктура не только создаст новейшую транспортную и промышленную инфраструктуру, но и позволит сохранить в отдельных ячейках старый уклад. При пространственном перераспределении различных функций появится возможность реанимировать, воссоздавать исторические центры городов. Такие города, как Москва, оказавшаяся вне линейной структуры, станут экологически-чистыми культурно-историческими городами-музеями. Они станут частью единого мегаполис-государства, не теряя своей самобытности, качества и ландшафта.
Для жителей линейной системы станут доступными различные модели жизни. Пространство не будет ограничено площадью квартиры, а будет измеряться тысячами километров. В старом доме исторического центра может быть нечто, близкое человеку, в гостинице-квартире — то, что нужно на небольшой промежуток времени, а в мобильной ячейке — сиюминутные, разовые потребности.
Иллюстрации НЭР Сибстрим

## История группы НЭР

### Исторический контекст
В начале 1950-х годов страна СССР постепенно выбиралась из послевоенной нищеты, исчезли ночные очереди за продуктами, налаживался быт. Строились Сталинские высотки на месте грязных трущобных кварталов, появилась кольцевая линия метро. В 1957 году в Москве прошёл VI Всемирный фестиваль молодёжи и студентов. Заблаговременно город был благоустроен: выкрашен, заасфальтирован, к тому же были выращены тысячи голубей, взамен съеденных во время войны. На целине выращивали хлеб, он стал бесплатным в столовых. Жизнь налаживалась, и архитекторов призывали присоединиться к этому процессу.
Студенты Архитектурного института (МАрхИ) изучали новые города Сибири: Братск, Ангарск, Усть-Кут; трасса Тайшет—Лена (начало будущего БАМа), новый порт на реке Лене — Осетрово; самую большую в мире Братскую ГЭС. За два года до этого в советской архитектуре произошёл резкий перелом. Зодчие Сталинского ампира были объявлены расхитителями народных средств. Хрущёв приказал строить много, быстро и экономно. Началась эра расселения коммуналок-трущоб и строительства новых панельных жилых районов. Открылось «окно» в мир: стала поступать иностранная периодика.
Илья Лежава:

Наши педагоги, талантливые люди, чувствовавшие стилистику, активные и остроумные, пребывали в растерянности. В начале 20-х многие из них были конструктивистами и считались лидерами «международного стиля», затем некоторые завоевали высокие позиции в сталинском пролетарском классицизме. Но, увидев через раскрытое «окно», какой путь прошли их коллеги на Западе, неожиданно поняли, что им придётся догонять.

### Конференция, первый проект группы
Алексей Гутнов, студент МАрхИ, собрал небольшую группу для исследования современной архитектуры и её возможных новых путей. К группе примкнул Илья Лежава, и была подготовлена обширная конференция, посвящённая великим мастерам архитектуры, творчество которых стало теперь доступным. Фрэнк Ллойд Райт, Мис ван дер Роэ, Оскар Нимейр, проекты конкурса Дворца Наций, творчество Ле Корбюзье.
Конференция была мастерски организована Алексеем Гутновым (он имел блистательные режиссёрские способности, и даже ставил в МАрхИ спектакли). Директор института Иван Николаев, один из столпов конструктивизма, обратил внимание на группу Гутнова и дал понять, что можно рассчитывать на его поддержку. Вскоре группой было решено проектировать «Город будущего». Иван Николаев дал ребятам возможность показать, на что они способны без педагогов, выразил энтузиазм по поводу возрождения «духа конструктивизма» и заявил:

Мы бредили городами будущего, а вы их построите! … Это будет сенсация, как запуск спутника!

К зиме 1959 группой была сделана первая совместная работа — Город на 200 тысяч жителей. Строгая, не лишённая изящества учебная работа по освоению градостроительства. Из новаторских идей в ней был предложен район не на 7 тысяч жителей, как было установлено в те времена, а на 25 тысяч (такой планировочный элемент используется и по сей день), со зданиями на 1,5-2 тысячи человек, в память о Марсельской единице Ле Корбюзье. Дома были просты, одинаковы, реагировали только на страны света. Всё было максимально прямолинейно. Новаторской была форма подачи:
- Были применены строгие чёрно-белые чертежи, размером метр на метр, с темперно-гуашевой покраской. (До этого подрамники подыскивались или сколачивались под тот или иной чертёж, и были все разного размера, даже в дипломных проектах.)
- К проекту были сделаны макеты из плексигласа, целлулоида и жёсткого пенопласта. На выставке были выставлены фото (в размер подрамника) с этих макетов.
- Был снят фильм на 16-миллиметровой плёнке о городе будущего. Режиссёр: А. Гутнов, рисунки: Илья Лежава, съёмка: Андрей Бабуров, закадровый текст: А. Гутнов, А. Звездин, озвучивание: З. Харитонова, Н. Кострикин. Процесс эволюции города был показан в анимации: лес на холме, укреплённое поселение, крепостные стены с собором, небольшой многоквартирный город, и, наконец, город небоскрёбов. Затем шли натурные съёмки: взлёт нового по тем временам Ту-104. Фильм сопровождался закадровым текстом о жизни будущего.

#### Конкурентная группа
Проект и фильм вызвали бурную реакцию в МАрхИ. Появилась конкурентная группа и представила свой проект: ПРОСЕК — «промышленность плюс селитьба». Группа критиковала проект «Города будущего», в связи с отсутствием промышленности в городе: «Раз в основе советского государства рабочий класс, то город нельзя проектировать без промышленности». Развернулась напряжённая дискуссия. Дело осложнялось тем, что директор Николаев был промышленником, именно он рекомендовал Гутнову взять в группу Эльена Григорьева, который поначалу примкнул к Гутнову, но затем создал свою группу и проект ПРОСЕК. Возникла угроза захвата инициативы проектирования «Города будущего». Неожиданно в защиту группы Гутнова выступил Георгий Дюментон. Без одной руки, без глаза, с чёрной повязкой на лице. Он работал лаборантом на кафедре Марксистско-ленинской философии и истории (закончил МГУ, по политическим причинам не защитил кандидатскую). Он заявил, что ориентация на завод — типично капиталистическая идея и подкрепил свою мысль цитатами из Маркса и Энгельса. Началась всеобщая критика проекта ПРОСЕК.
Так группа Гутнова учла критику и продолжила свою работу, к проекту Города будущего присоединился Георгий Дюментон — социолог и философ. А группа ПРОСЕК была не сработана и прекратила существование.

### Дипломный проект НЭР
Группу Гутнова выделили в специальную дипломную группу и назначили руководителями М. О. Барща, Н. Х. Полякова. Директор И. С. Николаев также был руководителем группы. Фактически руководил М. О. Барщ и его помощница Н. В. Пограницкая. Педагоги требовали классического состава диплома. Но ребята не находили ответов на многие вопросы, не только о будущей архитектурной стилистике города, но и о транспорте, социологии, промышленности, составу и форме жилых единиц. Они ездили по Москве в поисках информации в различные проектные и научные институты: жилища; градостроительства; гигиены; теории. Выясняли причины возникновения тех или иных норм. Обсуждали вопрос размера и роста нового города. После сложных подсчётов определили объём: 200 тысяч человек. Но непонятным оставался вопрос регулирования роста города. Бесконечно-растущая форма, какую позднее спроектировал Доксиадис, не может быть совершенной и выверенной. В результате, Алексей Гутнов, Илья Лежава и Георгий Дюментон поняли, что города могут не расти, а размножаться «как рыбы, как яблоки, как пароходы». Получается не привычный город, а элемент новой системы расселения. Так родилась аббревиатура: НЭР — новый элемент расселения.
Группа беспрерывно работала, приобретала знания и опыт, новое уникальное градостроительное образование. Концепция набирала силу, но до реальной защиты было далеко, а сроки приближались. Директор Николаев перенёс защиту на полгода — беспрецедентная по тем временам акция. В тот период существовало распределение, и группу могли разослать на работу по всей стране. Благодаря директору группа сохранилась, но однокурсники стали называть её «новый элемент распределения».
Было решено в дипломном проекте применить концепцию НЭР на реальной территории. В стране планировалось построить целое созвездие городов на реке Чулым. Для нового города выбрали место Критово.

#### Авторы проекта «НЭР Критово»
- Алексей Гутнов — идеологический лидер группы. В дипломном проекте выполнял жилищную часть. Преподаватели настаивали на реальности жилых ячеек, то есть жильё должно было быть панельным. Группа НЭР пошла на компромиссный вариант и проектировала три варианта жилой застройки, одну из них, концептуальную — Алексей Гутнов. Основным ориентиром стал Марсельский блок Ле Корбюзье. Дома НЭРа были похожи на него и на будущие «партийные» дома 70-х годов.
- Станислав Садовский — проектируя жилищную часть, альтернативный вариант, экспериментировал с объёмными строительными блоками. Получалось четырёх-, пятиэтажное жильё.
- Андрей Звездин — проектируя жилищную часть, занимался реальным панельным жильём. Двенадцатиэтажные многоквартирные дома с элегантно вынесенными лестницами.
- Никита Кострикин — занимался генеральным планом НЭРа: концептуальной схемой и применением её на ситуации Критово.
- Леля Суханова — проектировала общественный центр района на 25 тысяч жителей.
- Зоя Харитонова — проектировала школы и детские сады.
- Наталья Гладкова — проектировала школы и детские сады.
- Андрей Бабуров — проектировал административную группу общественного центра НЭРа.
- Илья Лежава — проектировал универсальный зал общественного центра (по объёму сравнимый с Кремлёвским дворцом съездов, проектировавшимся через несколько лет). Здание представляло собой стеклянный прямоугольник (праобраз: Чикагский зал Мис ванн дер Роэ) с первым в МАрхИ пространственным перекрытием. Внутри размещалась четырёхэтажная бетонная полуподкова с двумя бетонными пандусами и лифтами (навеяно брутализмом Корбюзье). На ярусах располагались сиденья и фойе. Остальное пространство выгораживалось кулисами, исходя из функций показа. Партер, при размещении в нём стульев, превращался в ярусный театр. В фойе располагался японский сад, за стеклянной наружной стеной продолжавшийся на улице.
- Георгий Дюментон — в дипломную группу не входил, на защите был оппонентом, но в процессе работы был философским и социологическим идеологом НЭРа.

#### Публикация в «Комсомольской правде»
В процессе работы, весной 1960-го, в помещении на Трубной появился журналист Комсомольской правды Юрий Зерчанинов. Он опросил группу НЭР и написал статью в газете, которая выходила тогда многомиллионным тиражом по всей стране. Значение подобной публикации сложно было переоценить. В то время группа НЭР могла быть сочтена антисоветчиками-диссидентами. А после публикации приобрела официальный, признанный руководством, статус. Публикацию организовал директор Иван Николаев. Поначалу ребята не поняли, и стеснялись того, как они открылись перед журналистом, и как их рассказы были интерпретированы в статье.
Илья Лежава:

Наши переживания, беды, эмоции, страхи стали общим достоянием. … Было стыдно за образ идиотов с пылающим взором. Моё вступление в группу описывалось в статье примерно так: «В тамбуре электрички Андрей Бабуров кричал издалека: „Илья! Я слышал, ты не любишь Гутнова?“ — „Город!“ — закричал Илья, пугая пассажиров.» Такой стремительный, такой громогласный и такой догадливый, мол.
Однако, к нашему удивлению, окружающие не обратили внимания на эмоции. Недоброжелатели смирились с существованием группы. … Я думаю, что рождение группы НЭР следует вести от этой публикации.

#### Открытие Белого зала. Выставка НЭР
Для работы над коллективным дипломом было изготовлено сто метровых (квадратных) подрамников. Каждый участник группы делал свой диплом в несколько метров и часть общей концепции. Было условлено: аскетичная черно-белая графика, отмывка. (Впоследствии, до развития компьютерных технологий, в МАРХИ применялись метровые подрамники для всех курсовых и дипломных проектов в течение многих десятилетий).
Перед защитой диплома, в условиях цейтнота в помещении на Трубной появилось множество посторонних людей, помогающих, и других, при этом сами неровцы находились в полуобморочном состоянии от усталости, была нарушена черно-белая конвенция. Проекты обретали темперную и акварельную покраску.
Защита проходила в Красном зале, выступали по-одному, групповой защиты не получилось. Некоторым поставили четвёрки. Николаев был разочарован, но дал два месяца на доработку.
Иван Николаев был реформатором: он запустил НЭР, открыл перед студентами мир западной архитектуры и вёл строительство, изменившее облик МАрхИ. Между полукруглыми пристройками основного корпуса был построен цокольный этаж, где разместилась библиотека, а над ней Белый зал (он вёл также и другие постройки). Открытие зала было приурочено к презентации диплома группы НЭР 1 марта 1961 года. «Это был запуск николаевского спутника».
Выставка готовилась два месяца Садовским, Гутновым и Лежавой, и заполнила весь зал. Теоретическая часть концепции НЭР была сделана практически заново. Присутствовали директора ведущих научно-исследовательских институтов, академики, звёзды архитектурного мира, преподаватели и студенты. Вёл встречу И. Николаев, докладывал А. Гутнов, остальные добавляли.
На первый взгляд реакция публики была пассивной. Затем последовала разгромная критика от нескольких директоров, затем именитый архитектор Н. Остерман выступил с заявлением: «НЭР — крупное явление в советской архитектуре. Странно, что коллеги этого не заметили», указал на масштабность теории, наличие множества новых идей, отказ от манерности в архитектуре и многое другое.
Иван Николаев считал событие своей победой, и был прав. Впоследствии оказалось, что презентация НЭР оказала сильное влияние на научные институты и общественность. Начались перспективные разработки новых жилых и градостроительных единиц, участники группы были приглашены к сотрудничеству, и чиновник, разгромивший концепцию НЭР на выставке, поручил в своём институте проектировать «Город будущего». Белый зал МАрхИ долгое время назывался «нэровским».

### Развитие темы НЭР
После проектирования Дворца Советов Иван Николаев пригласил нэровцев работать в МАрхИ преподавателями. Поступили работать И. Лежава, Н. Кострикин, С. Садовский.
Алексей Гутнов предложил написать коллективную книгу о НЭРе. Книга вышла в 1966 году и стала архитектурным бестселлером, была переведена и издана во многих странах мира (Англии, Италии, Латинской Америке и др.). Текст писал Алексей Гутнов, другие участники подавали идеи, готовили иллюстрации, вычитывали и комментировали. Гутнов и Лежава сблизились и, вплоть до смерти Гутнова в 1986 г., и работали вместе над градостроительными концепциями.
Участники группы НЭР защитили кандидатские диссертации: А. Гутнов, Н. Кострикин., И. Лежава, С. Садовский, З. Харитонова.
К международной выставке Триеннале в Милане, с привлечением молодых архитекторов, студентов МАРХИ, была создана новая концепция НЭР. Уже в тот период была выявлена потребность линейной системы расселения в СССР. Архитектура нового НЭРа выполнена в стиле метаболизм. В соседнем павильоне миланского триеннале размещался проект группы Аркигрэм.
Для всемирной выставке в Осаке той же группой была выполнена новая концепция НЭР, теоретические разработки которой легли в основу книги «Будущее города».
Алексей Гутнов стал практиком градостроительства, в течение многих лет возглавлял научный отдел НИиПИ Генплана Москвы. В 1980 году — защитил докторскую диссертацию по теме «Структурно-функциональная организация и развитие градостроительных систем». Его деятельность включала проектирование градостроительных проектов, жилых и общественных комплексов, популяризацию архитектуры: написание книг по градостроительству для широкого круга читателей. А. Гутнов — автор концепции пешеходных улиц в центре Москвы. По его замыслу пешеходными улицами стали Арбат, Столешников переулок, Кузнецкий мост. В Архитектурным советом Москомархитектуры учреждена «Премия имени архитектора А. Гутнова». Идеи Гутнова до сих пор разрабатываются НИиПИ Генплана Москвы.
Зоя Харитонова — работала вместе в А. Гутновым в НИиПи Генплана Москвы. Стала Главным архитектором первого проекта благоустройства Арбата, автор проектов районов Сокольники, Гольяново и многих других. Советник Академии архитектуры и строительных наук
Многие из участников НЭРа стали практикующими архитекторами и градостроителями. Некоторые совмещают практику с преподавательской деятельностью в МАРХИ: Н. Кострикин, С. Садовский, В. Баженов, И. Бельман, Е. Русаков, И. Телятников, Н. Федяева.
И. Лежава защитил докторскую диссертацию по теме «Функция и структура формы». До настоящего времени занимается проектной, научной и педагогической деятельностью. Под его руководством группами студентов было получено более 50 премий на престижных международных конкурсах. В 1980-е в процессе руководства Лежавой И. Г. конкурсными проектами возник, получил развитие и международное признание жанр архитектурного концептуализма Бумажная архитектура. По проектам И. Лежавы построены комплексы «Неглинная плаза», офисный комплекс на Рождественке, жилые дома и посёлки. Выполнил и руководил большим количеством конкурсных проектов. В 2003 году И. Лежава, в группе авторов, продолжил развитее темы «НЭР» в проекте «Сибстрим», и развил тему проекта в градостроительной доктрине.

## Выставки
- «НЭР: По следам города будущего», Музей архитектуры имени А. В. Щусева, Москва, 2018—2019 г.[9]
- Павильон спецпроекта «НЭР: История будущего», 23 Международная выставка архитектуры и дизайна Арх Москва, 2018 г.[10]
- «НЭР. Новый элемент расселения. Дипломный проект 1960». Галерея ВХУТЕМАС, Москва, 2008 г.[11]
- Конкурс «Город 2100», организован Международным газовым союзом[2], Япония, 2003 г.
- Всемирная выставка в Осаке, 1970 г.
- «Городское пространство в СССР 1917—1978». Центр Помпиду, Париж, 1978
- «НЭР», 14 Миланская Триеннале, куратор Джанкарло де Карло, Милан, 1968 г.

## Основные публикации

### Книги
- НЭР. ГОРОД БУДУЩЕГО — AVC Charity Foundation, Allemandi, 2018 г., составители: Александра Гутнова и Мария Пантелеева.
Тексты: А. Гутнова, М. Пантелеева, Ж.-Л. Коэн, И. Лежава, А. Скокан, А, Гутнов. 
Дизайн: Аникст дизайн, Лондон. Издания: на русском, на английском.
- Новый элемент расселения: на пути к новому городу — Стройиздат, 1967 г., Гутнов А., Лежава И., Бабуров А., Дюментон Г., Садовский С., Харитонова З. Переведена на многие иностранные языки и издана в США, Италии и Великобритании и др.:
  - «The ideal Communist City», George Brazillr, New York, 1969
  - «Idee per La Citta Comunista», Il Saggiatore, Milano, 1968
- Будущее города — Стройиздат, 1977 г., Гутнов А. Э., Лежава И. Г.
- МАРХИ XX ВЕК — ИД «Салон-Пресс», 2006 г. Авторы и составители А. Некрасов, А. Щеглов. Сборник воспоминаний в пяти томах, том III, раздел: Лежава И. Г.,История группы НЭР.[12]
- Каталог выставки «НЭР. Дипломный проект. 1960» — Москва, 2008 г.[13]

### Статьи
- Линейные города, Лежава И. Г. опубликовано:
  - Отечественные записки № 3 (48) 2012 г.
- Будущее города, Лежава И. Г., опубликовано:
  - Блог статей Лежавы И. Г.
  - «ПРОЕКТ Россия/Project Russia», № 58 выпуск «Дома архитекторов», «Будущее города»
- Россия линейная, Лежава И. Г., журнал «Градостроительство», № 2, 2012.
- На путях к новому расселению в России при переходе к информационному обществу, основанному на сочетаниях науки и техники, Лежава И. Г., электронный журнал «AMIT», № 4, 2012.
- «Линейная столица России», Лежава И. Г., Русский журнал, 26.10.2011
- «Выбор XXI века — Линейная система расселения», Лежава И. Г. , Известия КазГАСУ, № 2 (12), 2009 г.[14]
- New Moscow. The line and the circle, I. Lezhava, Center of Contemporary Architecture, Russia in collaboration with Mendrisio Academy Press
- Группа НЭР. Четыре проблемы архитектуры будущего, Гутнов А., Лежава И. Бабуров А., Бельман И., Лунькова И., Русаков Е., Садовский С., Скачков В., Скокан А., Телятников С., Федяева Н., Харитонова З., Дюментон Г., L’Architecture D’Aujourd’hui, № 147 (декабрь 1969 — январь 1970)